# Søren Meibom
Søren Meibom (født 26. februar 1973 i Odense), er en tidligere dansk fodboldspiller, nu astronom fra Harvard-Smithsonian Center for Astrophysics i Cambridge, Massachusetts.
Meibom var i sin ungdom en dygtig fodboldspiller. Han startede som ungdomspiller i Odense KFUM og kom som 15 årig til B.1913 og året efter til OB. Han spillede under ungdomsåren to U/16- og fire U/17 landskampe. Seniordebuten fik han i B.1913, hvor han i perioden 1991-1995 spillede 68 kampe. Han gik på Provstegaardskolen i Odense, blev student fra Sct. Knuds Gymnasium og studeredede derefter i tre år på Odense Universitet.
Han forsatte studierne på Niels Bohr Institutet ved Københavns Universitet. Han kom derfor i forbindelse med B.93, hvor han spillede 47 kampe og scorede 10 mål for klubben 1995-1998. Han stoppede som 26-årig for at færdiggøre sine studier som cand. scient. i fysik og astrofysik.
Efter et års militærtjeneste i flyvevåbnet rejste Meibom til Madison i Wisconsin, USA 1999, hvor han startede med at studerede till en Ph.D. i astronomi og astrofysik ved University of Wisconsin.
Han er nu en del af det videnskabelige hold bag NASA’s Kepler Mission. Et rumobservatorium som iagttager godt 160.000 stjerner i Mælkevejen med det formål at opdage jordlignende planeter, der kredser om stjerner i stil med Solen. Han er leder for det team, der ser nærmere på stjernehobe og stjernernes alder. Deres resultater har ledt til overskrifter i såvel Time Magazine, The Economist som på Discovery News.
Søren Meiboms storebror Anders Meibom, var også i sin ungdom en dygtig fodboldspiller. Han var også bosat og studerede fysik i USA, men bor nu i Paris. Brødrenes morbror Preben Hansen spillede for OB.
Søren Meibom blev 2002 gift med Sara Meibom forskerassistent i radiologi ved Boston University. Parret bor i Medford ved Boston.